# Гідрологічний пост
Гідрологі́чний пост (водомі́рний пост) — місце на водному об'єкті, обладнане спеціальним устаткуванням для систематичних гідрологічних спостережень. 

## Загальна характеристика
За призначенням розрізняють пости річкові, озерні, болотні і на водосховищах. За конструкцією — рейкові, пальові, мішані, передаточні та дистанційні. Існує три розряди постів.
Найповніші вимірювання робляться на постах 1-го розряду: вимірюють рівень води та її температуру (щоденно о 8-00 та о 20-00 годинах), прозорість, колір, каламутність, ясність води, а також визначають швидкість і напрям течії, витрати води та твердих наносів, товщину криги та висоту снігу.
На гідрологічних постах 1-го розряду з певною періодичністю відбирають також проби води для досліджень хімічного складу та якості води.
Нуль графіка водомірного посту — умовна горизонтальна площина, від якої відраховують висоту рівня води на даному посту. Він назначається завжди нижче найнижчого рівня води, щоб висоти рівня завжди залишались додатніми. 

### Галерея

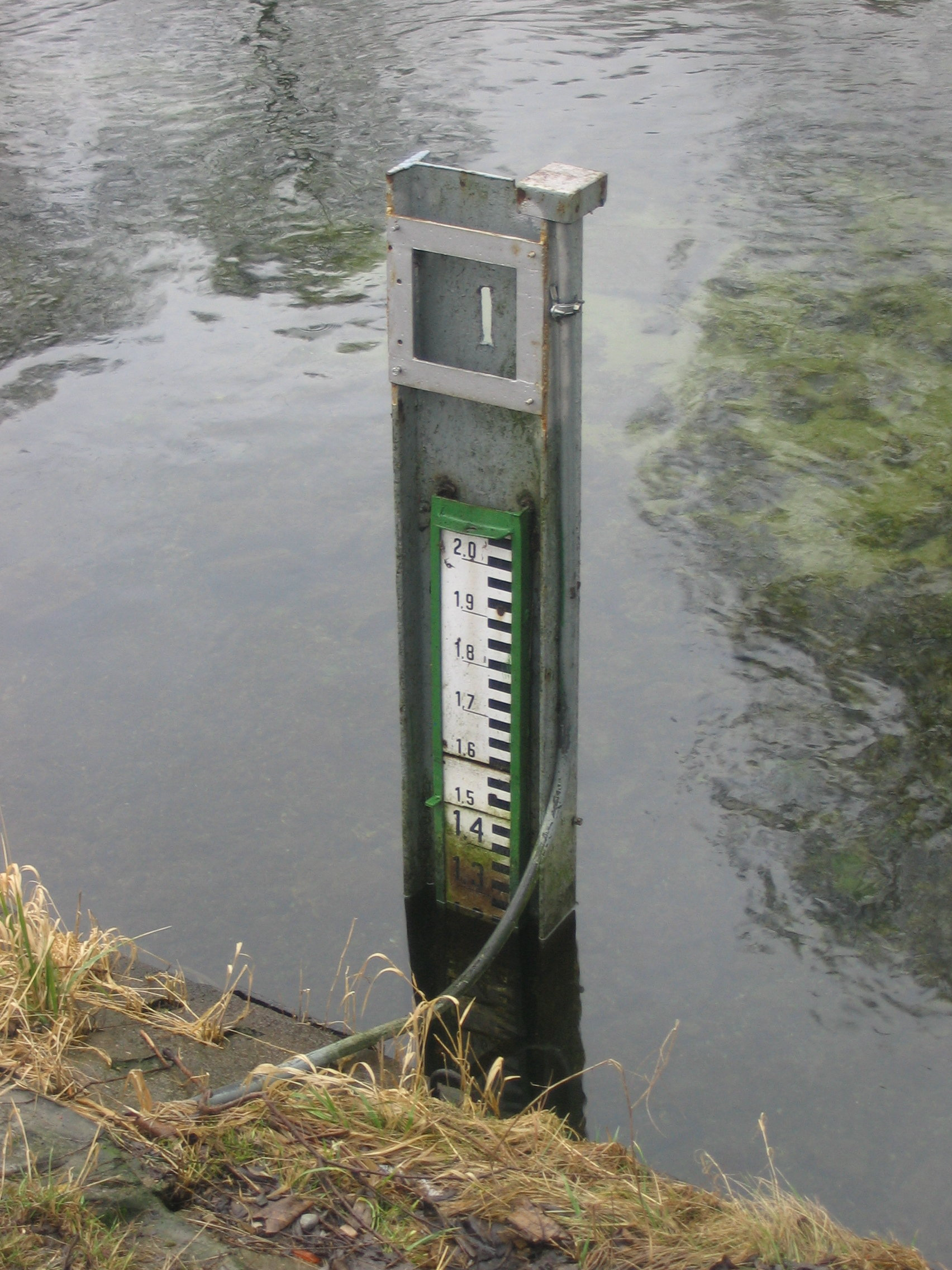
Гідрологічний пост на річці П'ясниця у Польщі
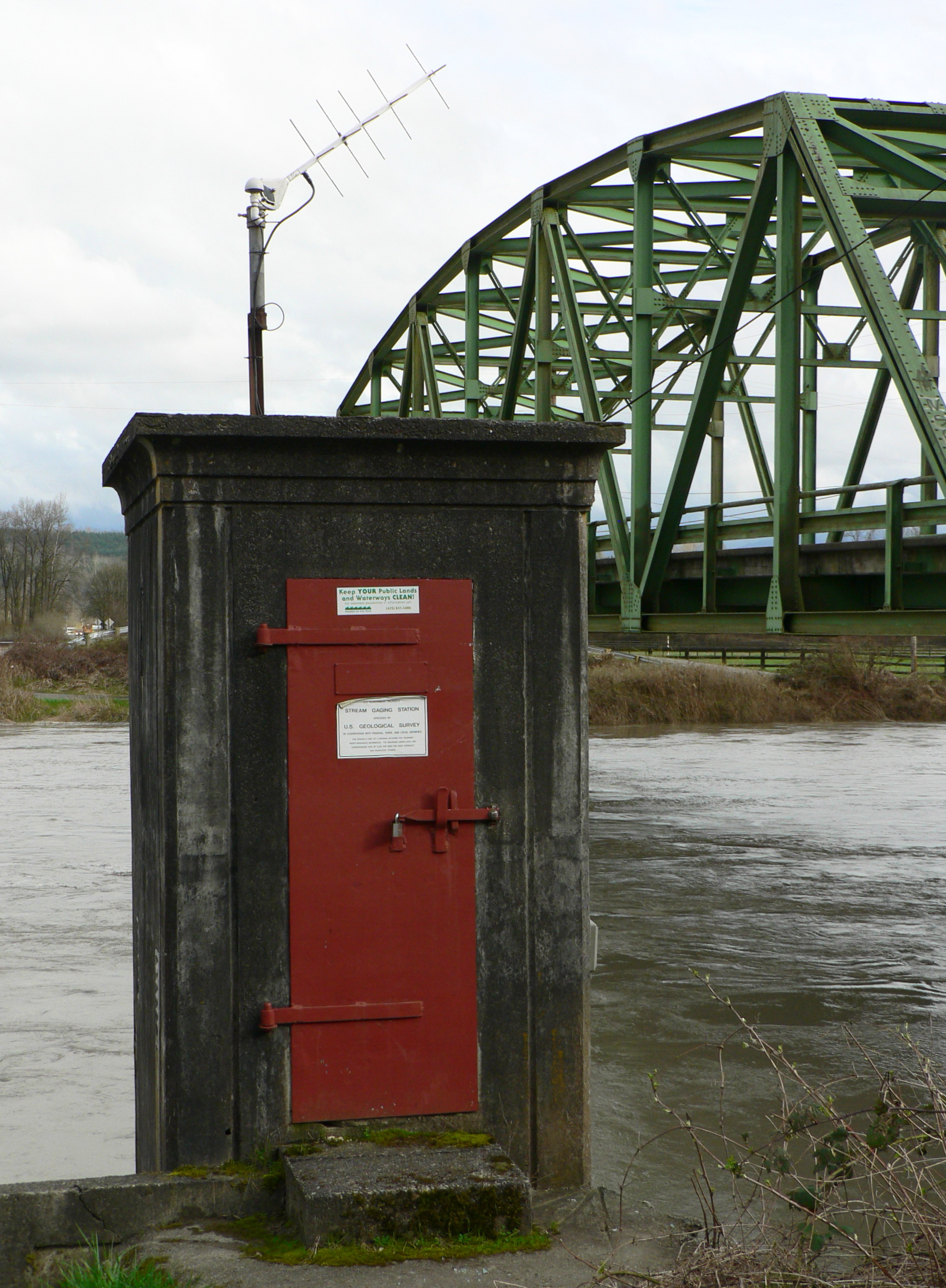
Гідрологічний пост на річці у США
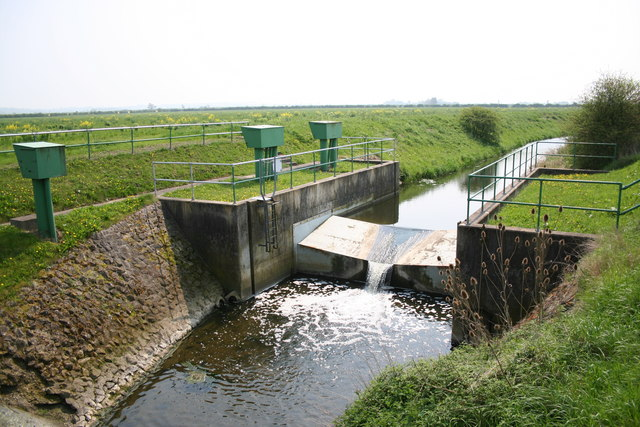
Гідрологічний пост на малій річці у Великій Британії
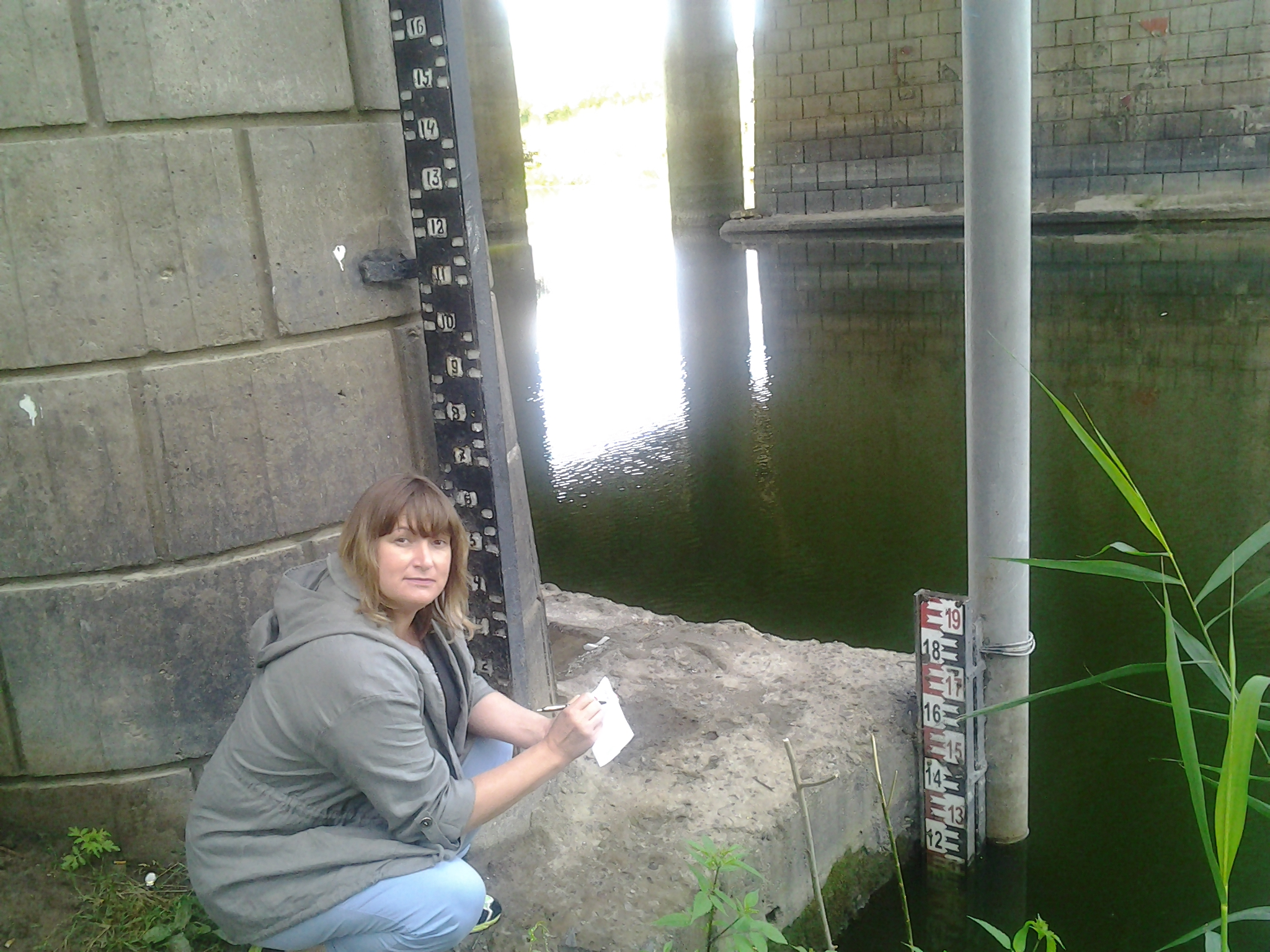
Рейковий гідрологічний пост на р. Стир - м. Луцьк (Україна)

## Гідрологічні пости в Україні

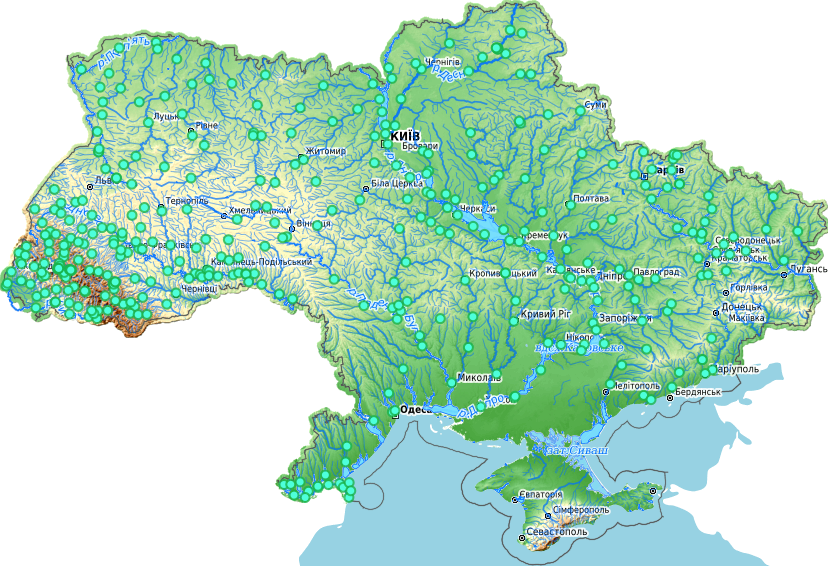
Мережа гідрологічних постів України, 2021 рік

Станом на 1989 рік в системі Гідрометслужби України, відповідальної за ведення гідрологічного моніторингу,  існувало 475 річкових та бл. 75 озерних гідрологічних постів. Станом на 2012 рік -  діє 375 гідрологічних постів.